# Henri d'Arbois de Jubainville
Marie-Henri de Arbois de Jubainville, más conocido simplemente como Henri d'Arbois de Jubainville, (Nancy, 5 de diciembre de 1827-París, 26 de febrero de 1910) fue un historiador, archivista, paleógrafo y celtista francés.

## Biografía
Hijo de un abogado, Henri de Arbois de Jubainville nació el 5 de diciembre de 1827 en Nancy, donde fue alumno del seminario. Inicialmente realizó estudios eclesiásticos, pero abandonó pronto esta formación y emprendió estudios de derecho. En 1847 se incorporó a la École nationale des chartes, de donde salió el primero de su promoción (1850) con una tesis titulada Recherches sur la minoridad et ses effets dans la France coutumière au Moyen Âge.
Convertido en archivero paleógrafo, fue director de los Archivos departamentales del Aube desde 1852 hasta 1880. En 1882, se convirtió en el primer titular de la cátedra de lengua y literatura céltica en el Collège de France, donde le sucedió Joseph Loth. Henri de Arbois de Jubainville se convirtió en miembro numerario de la "Société nationale des antiquaires de France" en 1882, y también de la Academia de Inscripciones y Bellas Letras en 1884, teniendo para avaladores Alexandre Bertrand y Gaston Paris . Esta última institución lo designó en 1896 para formar parte del Consejo de perfeccionamiento de la École nationale des chartes .

## Los-(i)acumgaloromanos
Henri de Arbois de Jubainville fue el creador de la explicación, hoy bien conocida, de los topónimos galoromanos en -(i)acum, teoría que expuso en las Recherches sur el origen de la propiedad foncière et des noms de lieux habitadas en France . Sin embargo, hay que observar que veía en estos topónimos apelativos formados a partir de los nombres de los propietarios de la tierra, explicación recuperada entre otros por Auguste Longnon, Albert Dauzat y Marie-Thérèse Morlet, mientras que hoy se admite que los nombres de puesto en -(i)acum pueden ser formados juntos a partir de nombres comunes (como ya ocurría en galo, donde el afix -acon tenía una función adjetivadora. Este cambio relativo de óptica fue iniciado por Marc Bloch, y desarrollado por Michel Roblin en su tesis de doctorado sobre el territorio de París en la época galoromana y franca.

## Principales publicaciones
- Histoire des ducs et comtes de Champagne depuis le VI jusqu'à la fin du XIe, 8 vols. (1859-69). De interés al abordar las biografías de varios reyes de Navarra de la Casa de Champaña, como Teobaldo I, Teobaldo II, Enrique I y, finalmente, Juana I cuyo matrimonio con Felipe IV de Francia lleva a la unión de ambos tronos bajo la misma corona.
- Répertoire archéologique du département del Aube rédigé sous les auspices de la Société d'agriculture, sciences et bellas-lettres du département..., Paris, impresora imperial, 1861.
- Étude sur la déclinaison des noms propres dans la langue franque à la époque mérovingienne (1870).
- Las Premiers Habitants de Europe (1877).
- Las Intendantes de Champagne (1880).
- Introduction à l'étude de la littérature céltica (1883).
- Les Noms gaulois chez César et Hirtius De bello gallico (1891).
- Recherches sur l'origine de la propiété foncière et des noms de lieux habités en France (période celtique et période romaine), avec la collaboration de Georges Dottin, éd. Ernest Thorin, Paris, 1890; in-8°, XXXI -703 p.
- L'Épopée celtique en Irlande (1892).
- Études de droit celtique (1895).
- Las Principales Auteurs de l'Antiquité à consulter sur l'histoire des Celtes (1902).
- Cours de littérature celtique (colectivo, 12 volúmenes, 1883-1902). Cuyo tomo 2 fue traducido al español como El ciclo mitológico irlandés y la mitología céltica, ed. Visión, 1981. ISBN 9788485456444